# حلة الرواشد (صحم)
حلة الرواشد منطقة سكنية تقع في ولاية صحم، التابعة لمحافظة شمال الباطنة في سلطنة عمان. يقدر عدد سكانها بـ 1546 نسمة حسب إحصاء عام 2010 التابع للمركز الوطني للإحصاء والمعلومات الحكومي. رمز المنطقة هو 60440070.

## الوصلات الخارجية
- المركز الوطني للإحصاء والمعلومات، سلطنة عمان